# Виборчий округ 93
Виборчий округ 93 — виборчий округ в Київській області. В сучасному вигляді був утворений 28 квітня 2012 постановою ЦВК №82 (до цього моменту існувала інша система виборчих округів). Окружна виборча комісія цього округу розташовується в Миронівському районному будинку культури за адресою м. Миронівка, вул. Соборності, 60.
До складу округу входять міста Переяслав і Ржищів, а також Богуславський, Кагарлицький, Миронівський і Рокитнянський райони. Виборчий округ 93 межує з округом 92 на заході, з округом 94 на північному заході, з округом 98 на північному сході, з округом 197 на сході, з округом 196 на південному сході та з округом 199 на півдні. Виборчий округ №93 складається з виборчих дільниць під номерами 320094-320136, 320519-320558, 320696-320736, 320832-320861, 321338-321339, 321341-321347, 321349-321350, 321352-321363 та 321401.

## Народні депутати від округу
| Ім'я                         | Фото | Партія          | Скликання | Дата набуття повноважень | Дата припинення повноважень |
| ---------------------------- | ---- | --------------- | --------- | ------------------------ | --------------------------- |
| Онищенко Олександр Романович |      | Партія регіонів | 7-ме      | 12 грудня 2012           | 27 листопада 2014           |
| Онищенко Олександр Романович |      | самовисуванець  | 8-ме      | 27 листопада 2014        | 29 серпня 2019              |
| Скороход Анна Костянтинівна  |      | Слуга народу    | 9-те      | 29 серпня 2019           |                             |

## Результати виборів

### Парламентські

#### 2019
Кандидати-мажоритарники:
- Скороход Анна Костянтинівна (Слуга народу)
- Жукотанський Олександр Васильович (самовисування)
- Кривошея Геннадій Григорович (самовисування)
- Луценко Віктор Миколайович (Радикальна партія)
- Мамчур Юлій Валерійович (самовисування)
- Шевченко Олександр Олександрович (Опозиційна платформа — За життя)
- Муравський Олексій Андрійович (Батьківщина)
- Зінченко Сергій Вікторович (Аграрна партія України)
- Коломієць Олександр Вікторович (самовисування)
- Туній Ольга Григорівна (самовисування)
- Горган Олександр Любомирович (Європейська Солідарність)
- Дишлевий Олег Григорович (самовисування)
- Шкарівський Вадим Анатолійович (самовисування)
- Головін Микола Олексійович (УДАР)
- Різатдінова Ганна Сергіївна (самовисування)
- Донченко Олег Андрійович (самовисування)
- Герман Борис Степанович (самовисування)
- Філіппов Олексій Вікторович (Опозиційний блок)

#### 2014
Кандидати-мажоритарники:
- Онищенко Олександр Романович (самовисування)
- Бриль Костянтин Іванович (самовисування)
- Бондарчук Юрій Вікторович (самовисування)
- Лихоліт Валентин Станіславович (самовисування)
- Будюк Сергій Миколайович (Батьківщина)
- Бойко Олег Васильович (самовисування)
- Даниленко Олександр Юрійович (самовисування)
- Гавриленко Петро Миколайович (самовисування)
- Плескач Віталій Дмитрович (Радикальна партія)
- Мостіпан Уляна Миколаївна (самовисування)
- Усатенко Тарас Петрович (Правий сектор)
- Салабай Олександр Зіновійович (самовисування)
- Недяк Андрій Петрович (самовисування)
- Гавриленко Володимир Васильович (самовисування)
- Босенко Євгеній Юрійович (самовисування)
- Антонюк Ігор Іванович (самовисування)
- Савченко Наталья Миколаївна (Сильна Україна)
- Шульський Валерій Петрович (самовисування)
- Ксенич Сергій Романович (самовисування)
- Томашевський Михайло Вікторович (Комуністична партія України)
- Гальченко Сергій Анастасійович (Ліберальна партія України)
- Доценко Борис Борисович (Опозиційний блок)
- Звізло Максим Романович (самовисування)
- Ненчук Роман Олегович (самовисування)
- Павлюк Юлія Валеріївна (самовисування)
- Чириднік Юрій Анатолійович (самовисування)
- Орел Олександр Миколайович (самовисування)
- Казакова Оксана Олександрівна (самовисування)
- Каленюк Анна Сергіївна (самовисування)
- Тимченко Володимир Григорович (самовисування)
- Лежавська Алла Йосипівна (самовисування)
- Малькова Валентина Миколаївна (самовисування)
- Наумчук Ярослав Володимирович (самовисування)
- Семен-Оглу Наталія Валентинівна (самовисування)
- Плечун Володимир Володимирович (самовисування)

#### 2012
Кандидати-мажоритарники:
- Онищенко Олександр Романович (Партія регіонів)
- Мостіпан Уляна Миколаївна (Батьківщина)
- Мороз Олександр Олександрович (Соціалістична партія України)
- Томашевський Віктор Михайлович (Комуністична партія України)
- Смірнов Олександр Володимирович (Молодіжна партія України)
- Яра Оксана Олександрівна (Соціалістична Україна)
- Первухін Ігор Миколайович (Україна — Вперед!)
- Мартиненко Тамара Ярославівна (самовисування)
- Книш Ніна Миколаївна (Партія пенсіонерів України)
- Малкова Інна Миколаївна (Союз. Чорнобиль. Україна.)
- Кравчук Анна Миколаївна (Солідарність жінок України)
- Гринчук Віктор Васильович (Народна ініціатива)
- Медведєв Олександр Васильович (Держава)
- Стельмах Микола Іванович (Українська народна партія)
- Тарасенко Леся Іванівна (Відродження)
- Стужук Олена Анатоліївна (Справедлива Україна)
- Бабушкін Віктор Матвійович (Віче)
- Крищенко Катерина Сергіївна (Слов'янська партія)

## Явка
Явка виборців на окрузі: